# Rudolf Strahm

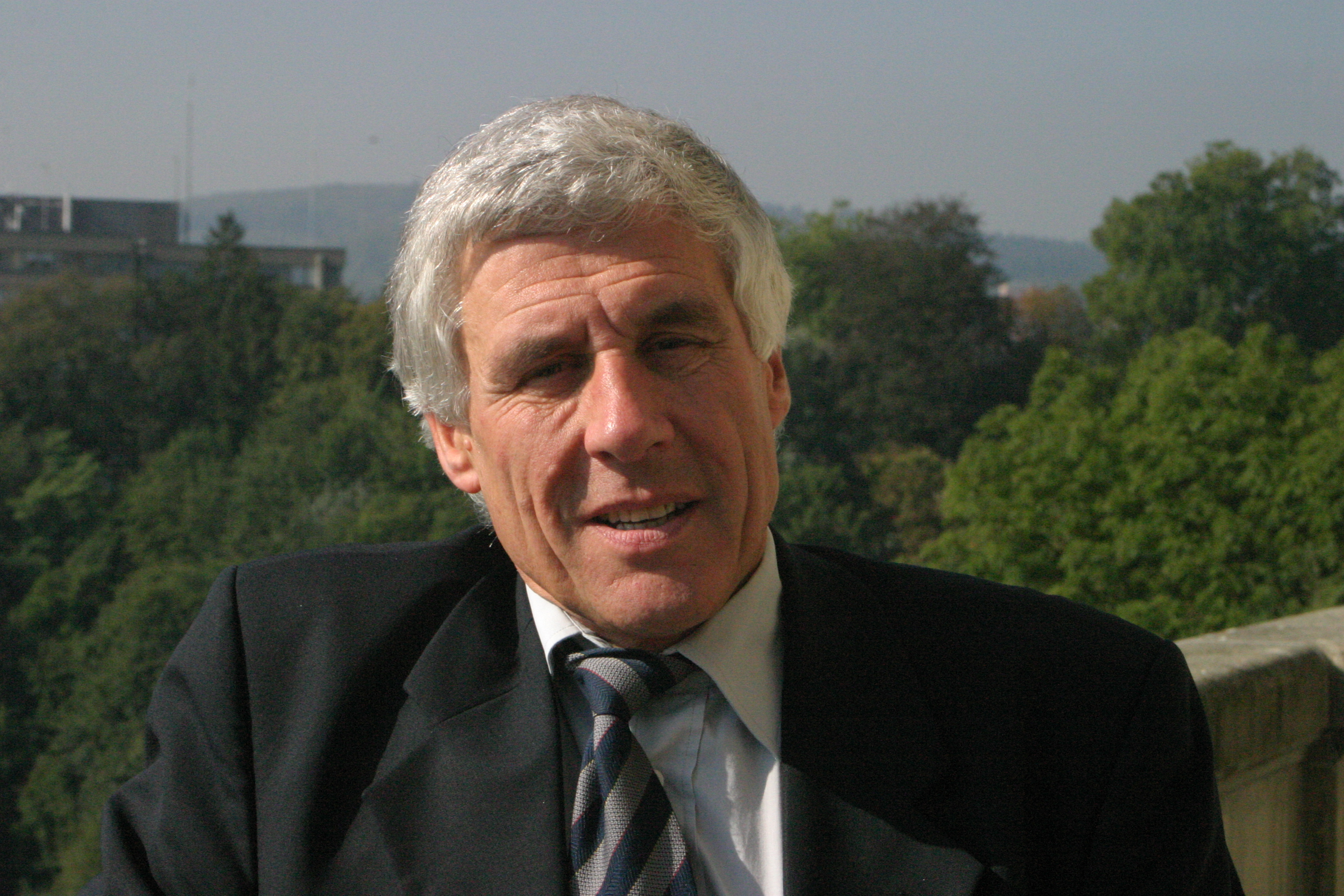
Rudolf Strahm (2003)

Rudolf Hans Strahm (* 3. August 1943 in Lauperswil) ist ein Schweizer Ökonom und Politiker (SP). Er war von 1991 bis 2004 Nationalrat und von 2004 bis 2008 Preisüberwacher. Strahm hat zahlreiche Bücher zu wirtschaftspolitischen Themen publiziert.

## Leben
Rudolf Strahm kam als ältestes von fünf Geschwistern auf die Welt. Der Vater war Primarlehrer, die Mutter Hausfrau. Nach der obligatorischen Schulzeit machte Strahm eine Lehre als Chemielaborant. An der Ingenieurschule Burgdorf schloss er 1966 als diplomierter Chemiker ab. In dieser Funktion arbeitete er fünf Jahre in der Basler chemischen Industrie. Das anschliessende Studium der Volkswirtschaftslehre an der Universität Bern schloss er mit Lizenziat ab.
Seine weiteren Tätigkeiten umfassten bis heute:
- Arbeit bei der Welthandelskonferenz UNCTAD in Genf, 1973/1974
- Verbandsleitung bei Erklärung von Bern, 1974–1978
- Lehrauftrag für Entwicklungsökonomie an der Universität Zürich, 1977/1978
- Zentralsekretär der SP Schweiz, 1978–1985
- Geschäftsführer und Zentralsekretär der Naturfreunde Schweiz, 1985–1992
- Gründer und Geschäftsführer der Koordinationsstelle Umwelt KSU der schweizerischen Umweltorganisationen 1992–1997
- Partner der Firma Strahm Beratungen GmbH 1997–2004 / 2008–2011
- Präsident der Berti-Wicke-Stiftung seit 1997[1]
- Diverse Lehraufträge
- Präsident des Schweizerischen Verbands für Weiterbildung (SVEB) 2008–2015
- Co-Präsident der Interessengemeinschaft Agrarstandort Schweiz (IGAS), 2008–2013[1]
- Bis 2023: 14 Jahre Kolumnist, Tages-Anzeiger/Der Bund

Heute lebt Strahm in Herrenschwanden. Er ist ledig und hat einen Sohn.

## Politik

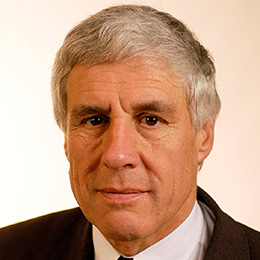
Rudolf Strahm

Strahm war von 1991 bis 2004 Nationalrat. In dieser Funktion war er Mitglied der Kommission für Wirtschaft und Abgaben (Präsident 1999–2001) und der Kommission für Wissenschaft, Bildung, Kultur. Weiter war Strahm Mitglied des Vorstandes der Sozialdemokratischen Fraktion der Bundesversammlung, Mitglied der Delegiertenversammlung der SP und Co-Präsident der wirtschafts- und finanzpolitischen Kommission der SP. Von 1991 bis 2004 war Strahm ausserdem Präsident des Mieterverbands Deutschschweiz.
Von 2004 bis Oktober 2008 war Strahm schweizerischer Preisüberwacher.

## Werke (Auswahl)
- Industrieländer – Entwicklungsländer. Ein Werkbuch. Laetare/Imba Verlag, Freiburg 1972.
  - (fr) Pays industrialisés. Pays développés. Des relations de dépendance. Faits et chiffres. A la Baconnière, Neuchâtel 1974 (Édition revue et complétée par l’auteur; Préface de Pierre Bungerer, directeur de l’Institut d’Études du Developpement de Genève).
- Überentwicklung – Unterentwicklung. Werkbuch mit Schaubildern und Kommentaren über die wirtschaftlichen Mechanismen der Armut. Laetare, Stein 1975, ISBN 3-7839-0555-9.
- Warum sie so arm sind. Arbeitsbuch zur Entwicklung der Unterentwicklung in der Dritten Welt mit Schaubildern und Kommentaren. Peter Hammer Verlag, 1985, ISBN 3-87294-266-2.
- Wirtschaftsbuch Schweiz. Sauerländer, Aarau 1987, ISBN 3-7941-3501-6.
- mit Simonetta Sommaruga: Für eine moderne Schweiz. Ein praktischer Reformplan. Verlag Nagel & Kimche, 2005, ISBN 3-312-00356-3.
- Warum wir so reich sind. Wirtschaftsbuch Schweiz. Hep, Bern 2008, ISBN 978-3-03905-454-1.
- mit Peter Hablützel (Hrsg.): Kritik aus Liebe zur Schweiz. Kolumnen und Analysen zu Politik und Wirtschaft. Zytglogge, Oberhofen 2012, ISBN 978-3-7296-0853-5.
- Die Akademisierungsfalle. Mit Berufsbiografien von Rahel Eckert-Stauber. Bern 2014, ISBN 978-3-0355-0017-2.[2]

## Auszeichnungen
- 2008: Nominiert für den SwissAward in der Kategorie Politik
- 2011: Ehrendoktor der Universität Bern
- 2012: Kolumnist des Jahres. Verliehen von der Zeitschrift Schweizer Journalist